# Грубнік Володимир Володимирович
Володимир Володимирович Грубнік (22 березня 1950, Роздільна) — український науковець у галузі хірургії, завідувач кафедри хірургії Одеського національного медичного університету з 1991 року, доктор медичних наук (з 1988 року), професор (з 1991 року).

## Життєпис
Народився 22 березня 1950 року в смт Роздільна Одеської області у в сім'ї лікарів. Батько був відомим хірургом, головним районним хірургом Роздільнянського району, мати — акушером-гінекологом в Роздільнянській районній лікарні. Після закінчення з відзнакою в 1972 році Одеського медичного інституту працював лікарем-хірургом Комінтернівської центральної районної лікарні і почав науково-дослідницьку роботу.
В 1976 році захистив кандидатську дисертацію на тему «Вивчення ефективності хірургічного лікування бронхіальної астми». В 1976—1977 роках працює хірургом в Одеській обласній клінічній лікарні.
З 1977 року асистент, а потім — доцент кафедри шпитальної хірургії Одеського медичного інституту, у 1985—1990 — головний хірург управління охорони здоров'я Одеської обласної державної адміністрації. В 1988 році захистив докторську дисертацію, присвячену новому напрямку лікування шлунково-кишкових кровотеч із застосуванням ендоскопічного гемостазу та органозберігаючих операцій на шлунку. Розробив методи ендоскопічного лазерного гемостазу при шлунково-кишкових кровотечах, методи лазерної деструкції пухлин трахеї та бронхів, шлунку та товстої кишки. Оригінальні методи лазерної хірургії відображені в монографії «Лазери в ендоскопії» (1998).
В 2019 році під редакцією Грубніка видано навчальний посібник «Ендоскопічна хірургія», присвячений новим технологіям в ендоскопії. З 1991 року є професором, завідувачем кафедри шпитальної хірургії Одеського медичного інституту, це кафедра хірургії № 1 Одеського національного медичного університету.

## Наукова і громадська діяльність
Наукова діяльність спрямована на вирішення фундаментальної проблеми розробки малоінвазівних методів хірургічних втручань в загальній, абдомінальній, торакальній, судинній, пластичній хірургії та ендокринології. На основі застосування відеоендоскопічної техніки він вперше в Україні с 1990 року вперше розробив та впровадив лапароскопічні хірургічні втручання на жовчному міхурі, печінці, жовчних протоках, шлунку, стравоході, легенях, товстій кишці, селезінці, щитоподібної та наднирникових залозах. Накопичений досвід узагальнений у фундаментальній монографії з ендоскопічної хірургії «Видеоендоскопічні операції в хірургії та гінекології» (1999 р.). Книга здобула велику популярність, тому її було суттєво доповнено та перевидано у 2012 р. під назвою «Лапароскопічна хірургія», а потім із включенням матеріалу з техніки внутрішньопросвітних ендоскопічних втручань — під назвою «Ендоскопічна хірургія». Лапароскопічні операції на позапечінкових жовчних протоках, які в даний час виконуються в його клініці на світовому рівні, полягли в основу співавторства у відомих монографіях «Мінімально-інвазивна хірургія жовчних протоків» (2004) та «Відеоендоскопічна діагностика та мінімально-інвазивна хірургія холелітіазу» (2014).
Грубнік одним з перших у світі розробив принципи лапароскопічних та торакоскопічних втручань при ехінококозі печінки та легень. Їм були розроблені принципи поєднання лапароскопічної хірургії з мануальною асистенцією за допомогою спеціального приладу при складних лапароскопічних операціях. Він вперше в Україні впровадив лапароскопічні операції при гастроезофагеальної рефлюксної хворобі, грижах стравохідного отвору діафрагми, зокрема оригінальні способи аллопластки при великих та гігантських грижах, а також вдосконалив лапароскопічні втручання при ахалазії стравоходу. Усього при патології стравоходу професором виконано понад 2500 лапароскопічних втручань. Цей досвід був викладений у двох монографіях: «Непухлинні захворювання стравоходу» (2008 р.) та «Критичні аспекти лапароскопічної хірургії гриж стравохідного отвору діафрагми та гастроезофагеальної рефлюксної хвороби» (2015 р.).
Професор Грубнік вперше в Україні впровадив американську систему інфекційного контролю в хірургії, що дозволило в 2,5-3 рази зменшити частоту гнійно-септичних ускладнень. Розроблені нові методики лапароскопічного лікування виразкової хвороби та хронічного панкреатиту, що були відображені у фундаментальних монографіях: «Хронічний панкреатит. Сучасні концепції патогенезу, діагностики та лікування» (2000), «Сучасні методи лікування виразкової хвороби» (2002). Професор Грубнік першим в Україні розробив принципи відеоендоскопічних втручань при ендокринній патології — захворюваннях щитоподібної та прищитоподібних залозах, наднирників. Одним з перших в Україні він розпочав використання нових методів лікування гриж передньої черевної стінки, а також розробив оригінальні відеоендоскопічні методи в пластичній хірургії. Підсумком цієї роботи з'явились перші в Україні монографії «Сучасні методи лікування вентральних гриж» (2001) та «Пластична та естетична хірургія» (2000).
Всі розроблені оригінальні методики ендоскопічних втручань при різноманітній хірургічної патології суттєво підвисили ефективність лікування: знизили кількість ускладнень, скоротили в 2-5 разів терміни госпіталізації та повернення оперованих до активного соціального життя, мають гарний косметичний ефект. Професор Грубнік В. В. є автором понад 800 друкованих праць, в тому числі 27 монографій, підручників, практичних посібників і атласів, а також понад 60 патентів. Ним створена визнана в Україні та за кордоном школа хірургів-ендоскопістів. Професор Грубнік є членом редакційних рад багатьох вітчизняних та іноземних фахових наукових видань.
Грубнік неодноразово вперше представляв українську хірургічну школу на міжнародних конгресах та симпозіумах. Доповіді проф. Грубніка В. В. неодноразово визнавалися найкращими за тематикою мініінвазивної хірургії. На міжнародних конгресах в США, Японії, Фінляндії були визнані як найкращі з питань інновацій в ділянці мініінвазивної хірургії. Наукові статті Грубніка друкуються у авторитетних міжнародних періодичних виданнях, таких як Surgical endoscopy та World journal of surgery.
Грубнік був організатором Української асоціації лікарів з мініінвазивних та ендоскопічних технологій, яка стала постійним членом Європейської асоціації Ендоскопічних хірургів (E.A.E.S.). Завдяки членству в Європейської асоціації велика кількість українських хірургів пройшла стажування в спеціалізованих Європейських центрах, що дозволило досягти Європейського рівня мініінвазивної хірургії в Україні.
Грубнікбере участь у п'яти міжнародних наукових дослідницьких програмах з ендокринної, баріатричної та ендоскопічної хірургії.
Грубнік є автором понад 700 наукових праць, в тому числі 28 монографій і підручників.
Має 75 винаходів. Підготував 30 кандидатів наук. Був науковим консультантом 5 докторських дисертацій.
Наукову та педагогічну працю поєднує з активною громадською діяльністю. Є членом редакційних рад ряду провідних наукових журналів України: «Хірургія України», «Одеський медичний журнал», «Шпитальна хірургія. Журнал імені Л. Я. Ковальчука».

## Відзнаки
- Заслужений діяч науки і техніки України (2000)
- лауреат Державної премії України в галузі науки і техніки (1990)
- Диплом «Золота Фортуна» (2000)
- Почесна грамота Одеської обласної ради (2010)
- Почесна відзнака Одеської облдержадміністрації (2010)
- Почесний громадянин смт Роздільна Одеської області (2013)
- Орден «За спасіння життя» Тернопільської медичної академії (2018)